# Too Many Zooz

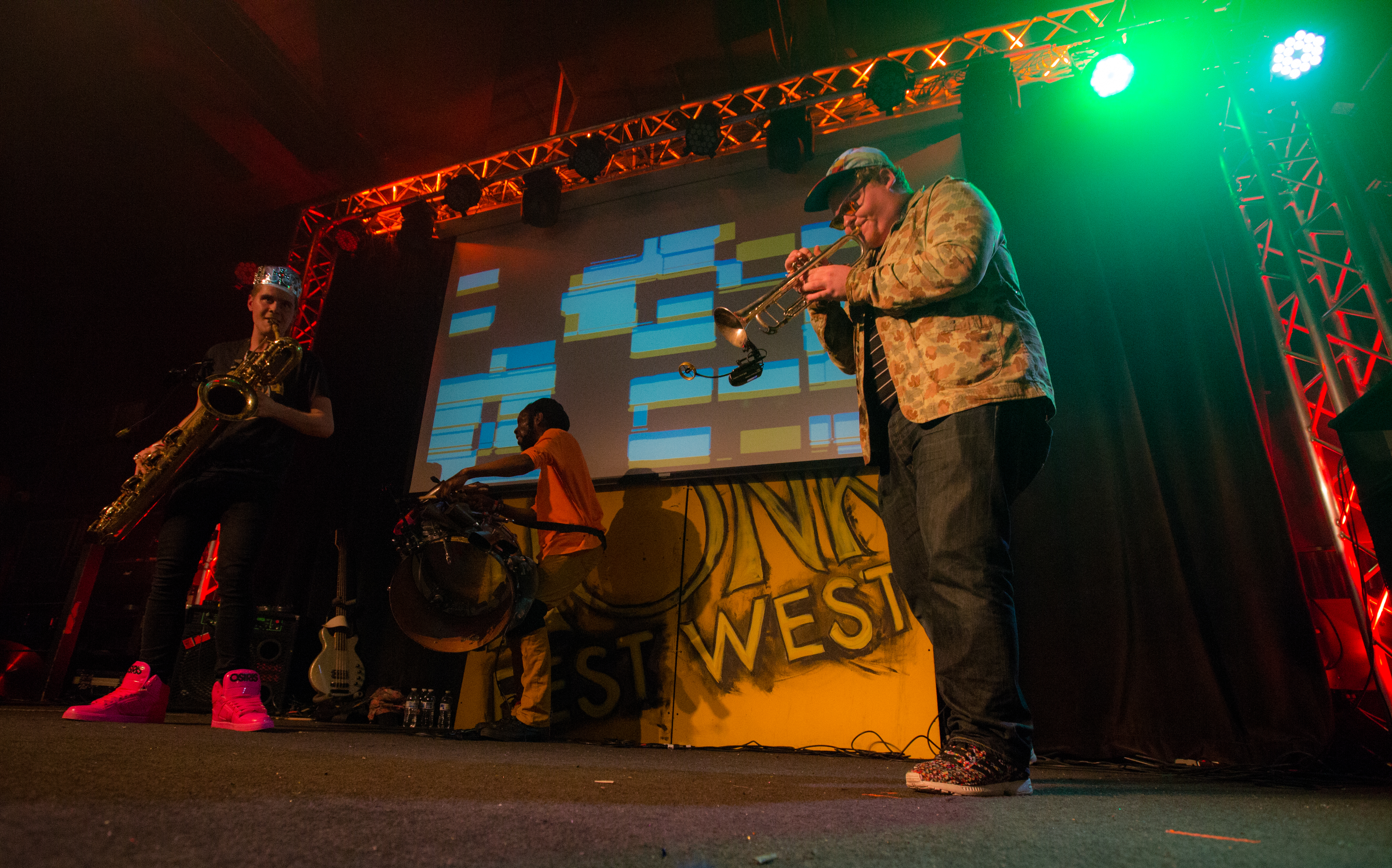
Too Many Zooz op het HONK! Fest West in de Nectar Lounge in Seattle op 29 januari 2015.

Too Many Zooz is een muziektrio dat bestaat uit een percussionist, een trompetspeler en een baritonsaxofonist.
Ze spelen een mix van stijlen die ze zelf brasshouse noemen, en die bestaat uit een combinatie van jazz, rock en dance. De band ontstond door een samenwerking van straatmuzikanten die speelden in de metro van New York. Een video van hun optredens werd op YouTube geplaatst en werd via internet snel populair. Ondertussen heeft de band enkele cd's uit en spelen ze concerten in heel de Verenigde Staten en in Europa. In 2015 speelde de groep in Nederland tijdens Bevrijdingspop, Zwarte Cross, Festival Mundial en Metropolis Festival. Naast de "officiële" optredens blijven ze in metrostations spelen, omdat ze het directe contact met het publiek leuk vinden.

## Bandleden
- Matt Doe: trompet
- Leo Pellegrino: baritonsaxofoon
- David Parks (The King of Sludge): percussie

## Albums
- Brasshouse Volume 1: Survival of the Flyest

## Ep's
- F-note
- Fanimals